# José Manuel Sierra
José Manuel Sierra (Mouger, 1978. május 21.) spanyol válogatott kézilabdázó, kapus.

## Pályafutása

### Klubcsapatban
Pályafutását az alsóbb osztályú Pedro Alonso Kézilabda Klubban kezdte. Az itt mutatott teljesítményének köszönhetően figyelt fel rá a Barcelona Handball, amely 1996-ban szerződtette. A katalán együttessel az ott töltött négy idény alatt négyszer nyert bajnoki címet, egy alkalommal országos kupát, három alkalommal pedig a Bajnokok Ligája-serleget is elhódította.
Ez idő alatt az egyik legjobb kapus lett hazájában, 2000-ben pedig a BM Valladolid igazolta le. Itt két hazai kupát nyert a 2004–05-ös és a 2005–06-os sorozatban, majd 2003-ban a Ciudad Real játékosa lett. Egy bajnoki cím után 2004-ben visszatért a Valladolidhoz, ahol Kupagyőztesek Európa-kupáját nyert a 2008-2009-es szezonban, valamint annak a sorozatnak őt választották a legjobb játékosának.  
A 2012-2013-as szezont megelőzően aláírt a francia Paris Saint-Germain csapatához, amely csapat abban az esztendőben kezdett európai szinten is megerősödni az új tulajdonosnak köszönhetően. A 2012-2013-as szezonban francia bajnok, a következő évben kupagyőztes lett. A 2014-2015-ös szezon előtt a magyar Pick Szeged csapatához igazolt, Juan Carlos Pastor invitálására. A csongrádi csapattal a 2017-2018-as szezon végén bajnoki címet ünnepelhetett. 
2018 nyarától a francia Saran Loiret Handball játékosa. A 2020-2021-es szezon előtt a spanyol Bidasoa Irun játékosa lett.

### A válogatottban
Sierra a spanyol válogatott játékosaként aranyérmet nyert a 2005-ös Mediterrán játékokon. Részt vett a 2008-as és 2010-es Európa-bajnokságon, valamint a 2009-es és 2011-es világbajnokságon. A hazai rendezésű, 2013-as világbajnokságon az aranyérmes válogatott tagja, az egy évvel később rendezett világbajnokságon bronzérmet szerzett. A 2015-ös világbajnokságon ötödik lett a válogatottal.

## Sikerei, díjai

### Klubcsapatokkal
- Spanyol bajnok: 1996–1997, 1997–1998, 1998–1999, 1999–2000 (Barcelona Handbol); 2003–2004 (BM Ciudad Real).
- Copa del Rey de Balonmano győztes: 1996–1997, 1997–1998, 1999–2000 (Barcelona Handbol); 2004–05, 2005–06 (BM Valladolid).
- Spanyol kézilabda-szuperkupa-győztes:  1996–1997, 1997–199, 1999–2000 (Barcelona Handbol).
- Spanyol férfi kézilabdakupa: 1999–2000 (Barcelona Handbol); 2002–2003 (BM Valladolid); 2003–2004 (BM Ciudad Real).
- Magyar bajnok: 2017–2018 (Pick Szeged)
- Bajnokok Ligája-győztes: 1996–1997, 1997–1998, 1998–1999, 1999–2000 (Barcelona Handbol).
- Kupagyőztesek Európa-kupája-győztes: 2008-2009 (BM Valladolid).
- Klubcsapatok Európa-bajnoksága-győztes: 1997, 1998, 1999 (Barcelona Handbol).
- Pyrenean handball league: 1997, 1998, 1999 (Barcelona Handbol).